# Akwilin z Mediolanu
Akwilin z Mediolanu, znany również jako Akwilin z Würzburga (ur. ok. 970 w Würzburgu, zm. 1015 w Mediolanie) –  kapłan, duszpasterz w Würzburgu, Paryżu i Mediolanie, przeciwnik arianizmu, święty chrześcijański. 
Studiował i formował się w Kolonii. Przeniósł się, zbiegł z Würzburga  do Paryża gdy lud postanowił obwołać go biskupem. Według innych źródeł wielokrotnie odmawiał powołania na biskupa wybierając modlitwę i dzieła miłosierdzia. Po opuszczeniu Würzburga pełnił posługę duszpasterską w Paryżu, a następnie w Mediolanie. Zwalczał arianizm, zasztyletowany w Mediolanie przez jego zwolenników.
W ikonografii przedstawiany jest w szacie kanonika. Jej atrybutami są sztylet wbity w jego szyję i palma.